# Glimmentladung

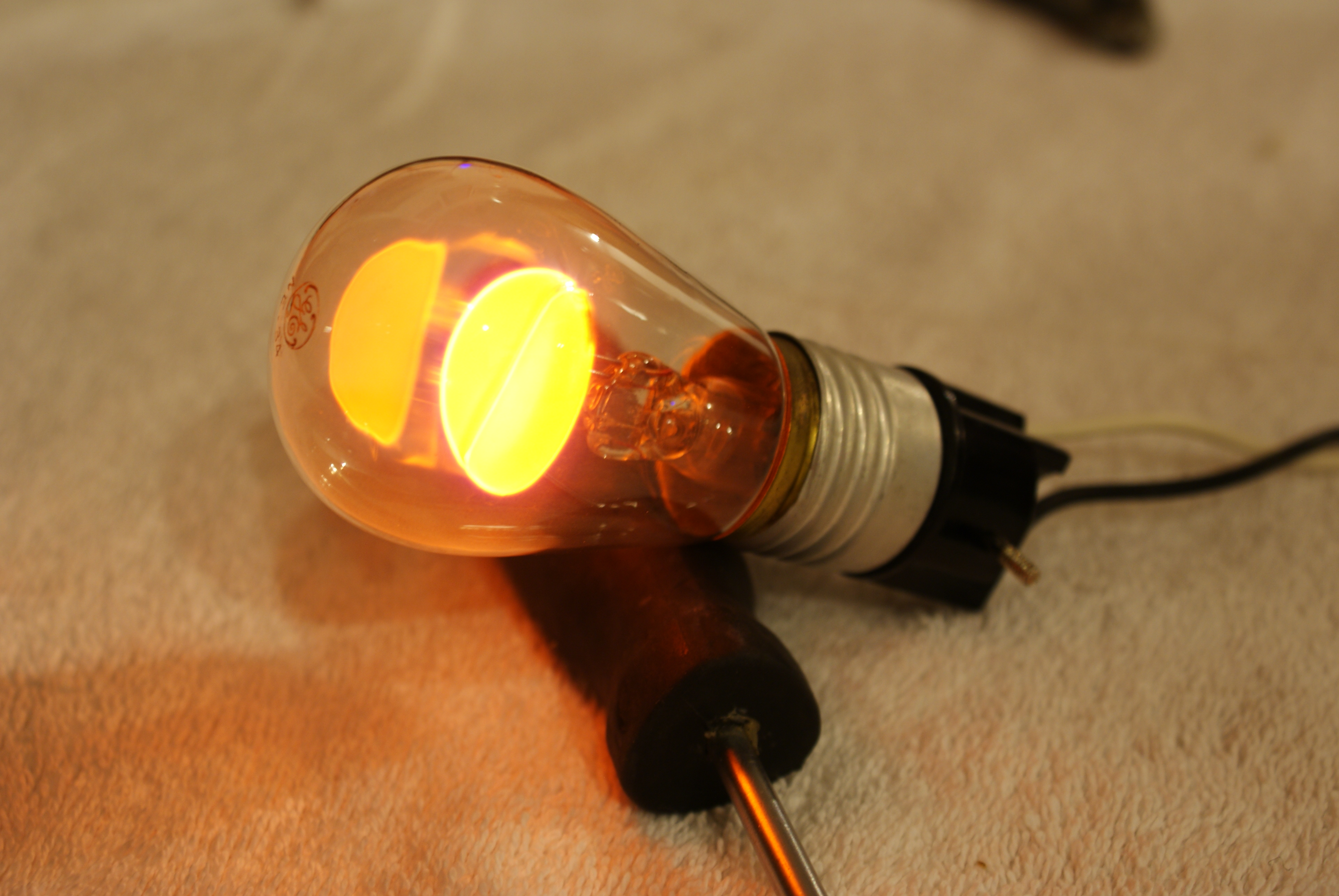
Glimmentladung in einer Glimmlampe

Eine Glimmentladung ist eine Gasentladung, die selbständig zwischen zwei an einer Gleich- oder Wechselspannungsquelle liegenden kalten Elektroden bei niedrigem Gasdruck auftritt. Die Farbe der Leuchterscheinung des Glimmens hängt vom Gas ab. In Anzeigelämpchen wird häufig das Edelgas Neon verwendet, das die Farbe Orange-Rot ergibt.

## Anwendung
Die durch die Entladung entstehenden Lichtemissionen werden in Leuchtröhren und Glimmlampen zur Beleuchtung und Anzeige verwendet.
Das sogenannte Beglimmen wird in der Vakuumtechnik zur Reinigung von zu bedampfenden Oberflächen eingesetzt. Dazu wird im Rezipienten ein Feinvakuum von 10−2 bis 10−3 mbar erzeugt und mit einer regelbaren Hochspannungsquelle eine Glimmentladung zwischen einer Ringelektrode und Masse aufgebaut. Die sich im ganzen Rezipienten ausbreitende Gasentladung (Plasma) sublimiert und oxidiert auf den Oberflächen anhaftende Verunreinigungen, z. B. organische Verbindungen, die mit anderen Reinigungsmethoden nur schwer zu entfernen sind.
Außerdem kommt bei Kohlendioxidlasern die Glimmentladung als Anregungsquelle zum Einsatz.
Glimmlampen erscheinen in Treppenlicht-Schaltern und als Nachtlicht (Vorzug: geringe Leistungsaufnahme bei den üblichen Netzspannungen von 120 bis 240 Volt); Spannungsprüfer (Ansprechspannung, geringer Strom durch den menschlichen Körper, stoßfest), Maschinen (stoßfest) und E-Herden seit den 1960er Jahren (hitzefest).
Die Wärmeerzeugung der Glimmentladung wird zum Bewegen von Bimetallblechen verwendet: im konventionellen Starter für eine Leuchtstoffröhre und in der optischen Simulation einer flackernden Kerzenflamme. Durch Anspeisen einer aus 10 ziffernförmigen Elektroden leuchtet die entsprechende Ziffernfigur in einer Anzeigeröhre.
Glimmentladung kann in Spektrometern zur Materialanalyse auf Elemente an der Oberfläche von Proben eingesetzt werden und kann auch selektiv bis in 0,15 mm Tiefe eindringen. Glimmentladung ist eine Möglichkeit zur Plasmaerzeugung, um die Polymerisation von Edukten zu beeinflussen oder Oberflächen von Kunststoffen zu verändern, etwa um Polyethylen bedruckbar zu machen.
Nixie-Röhren arbeiten nach dem Prinzip der Glimmentladung.

## Räumliche Struktur der Entladungsstufen

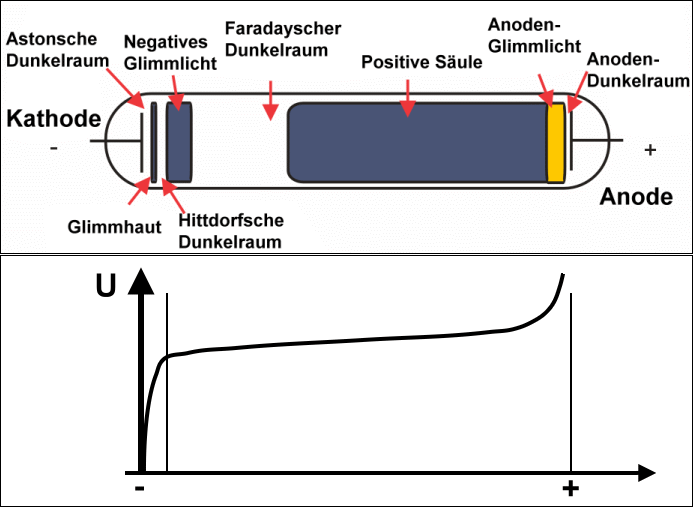
Bezeichnungen der Hell- und Dunkelräume einer Glimmentladung. Unten: Räumlicher Potentialverlauf

Von der Kathode zur Anode schreitend, lässt sich die Glimmentladung in acht aufeinanderfolgende Schichten unterteilen:
- Der Kathode am nächsten ist der Aston-Dunkelraum. Er ist ziemlich dünn, jedoch gut sichtbar, wenn sich Edelgase oder Wasserstoff in der Entladungsröhre befinden.
- Es folgt eine dünne, rötliche Lichthaut, die als erste Kathodenschicht oder Kathodenglimmhaut bezeichnet wird.
- Daran schließt sich eine lichtschwächere Zone an, welche Hittorf- oder Crookes-Dunkelraum oder auch kathodischer Dunkelraum genannt wird.
- Der hellste Teil des Entladungsvorganges ist das negative Glimmlicht, welches vom Hittorf-Dunkelraum klar abgegrenzt ist und zur anderen Seite hin schwächer wird. Der große Spannungsabfall zwischen Kathode und Einsetzen des Glimmlichts heißt Kathodenfall. Dieser Spannungsabfall resultiert aus der Ionisation der Gasteilchen. Die daraus entstandenen positiven Ionen (sie driften 'langsam' zur Kathode) sind für den starken Spannungsabfall (=Kathodenfall) zwischen Kathode und negativem Glimmlicht verantwortlich. Durch die größere Trägheit (Masse!) der positiven Ionen entsteht ein Überschuss an positiven Ladungsträgern. Die Feldstärke zwischen negativem Glimmlicht und der Anode verringert sich. Die Elektronen werden daher weniger stark beschleunigt und es sinkt ihre Ionisationsfähigkeit. In diesem Gebiet herrscht eine negative Raumladung.
- Die darauf folgende lichtlose Zone nennt man Faraday-Dunkelraum.
- Weiter schließt sich die Positive Säule an, die je nach Druck und Gasfüllung als hängendes Lichtband oder in Form von getrennten Schichten in Erscheinung tritt.
- In der Nähe der Anode tritt das Anodische Glimmlicht auf.
- Direkt an der Anode befindet sich der Anoden-Dunkelraum.

## Eigenschaften

Stark schematisierte Strom(I)-Spannungs(U)-Kennlinie einer Gasentladung:
1) unselbständige Entladung: Beim Auftreffen von Ladungsträgern auf der entgegengesetzt geladenen Elektrode werden diese neutralisiert. Für einen stationären Stromfluss ist daher eine stetige Neuproduktion von Ladungsträgern nötig. Bei der unselbständigen Entladung erfolgt diese Produktion von außen – im Gegensatz zur selbständigen Entladung, bei der die Produktion z. B. durch Stoßionisation erfolgt
2) Glimmentladung
3) Lichtbogenentladung

Im Unterschied zu anderen Gasentladungsformen bleibt in der Glimmentladung die Temperatur der Elektroden und Wände gering, da durch die geringe Stromdichte und den damit verbundenen Aufprall von Ladungsträgern nur wenig Wärme freigesetzt wird.
Durch den für Glimmentladungen typischen geringen Gasdruck ist die mittlere freie Weglänge der Elektronen größer als bei atmosphärischen Entladungen. Hierdurch wird bei Glimmentladungen der Energieaustausch zwischen Elektronen und den schwereren Gasteilchen (Atome, Moleküle und Ionen) verringert, da die Anzahl der Teilchenstöße abnimmt. Die Temperaturen der einzelnen Gasbestandteile weichen deshalb erheblich voneinander ab. Wird die mittlere Energie der Elektronen in eine Temperatur umgerechnet, so ergeben sich Temperaturen von 103 bis 105 K. Die Temperatur der Ionen und Neutralteilchen bleibt hingegen in der Nähe der Raumtemperatur. Man spricht in diesem Fall auch von einem nichtthermischen Plasma.
Das negative Glimmlicht und die oben beschriebene Schichtung der positiven Säule kommen dadurch zustande, dass die Elektronen zwischen den einzelnen Schichten jeweils soweit beschleunigt werden, bis sie die für die Anregung des Gases erforderliche Energie aufgebaut haben. An der Kathode werden Elektronen durch thermische Emission oder als Sekundärelektronen durch Ionen oder Photonen freigesetzt und durch das elektrische Feld beschleunigt. Solange ihre Energie unterhalb der Anregungsenergie des Gases bleibt, sind die Stöße zwischen den Elektronen und den Neutralteilchen des Gases im Wesentlichen elastisch. Bei einem elastischen Stoß zwischen zwei Körpern mit stark unterschiedlicher Masse bleibt die kinetische Energie des leichteren Stoßpartners (in diesem Fall des Elektrons) nahezu erhalten. Ist die Energie der Elektronen durch die Beschleunigung im Feld so groß, dass die Anregungsenergie des Gases erreicht ist, so werden die Gasteilchen angeregt, und die Anregungselektronen verlieren den größten Teil ihrer kinetischen Energie (inelastischer Stoß). Die angeregten Gasteilchen verlieren ihren Anregungszustand über optische Strahlung. Die erste Leuchtschicht ist deshalb der Bereich, an dem die Elektronen das erste Mal durch die Beschleunigung im elektrischen Feld die für die Gasart erforderliche Anregungsenergie aufgebaut haben. Die abgebremsten Elektronen werden von diesem Bereich aus durch das elektrische Feld wieder beschleunigt, bis sie ein weiteres Mal ihre Energie durch Anregung der Gasteilchen verlieren. Durch diesen Mechanismus werden die verschiedenen Leuchtschichten aufgebaut.
Die Ausprägung der positiven Säule hängt ab von der Wechselwirkung der Elektronen mit dem Glasrohr. Das Glasrohr bremst die Elektronen, was deren Rekombinationsrate erhöht und die Elektronendichte verringert. Dadurch erhalten die verbleibenden Elektronen genügend Energie, um weitere Atome zu ionisieren. Ist der Durchmesser des Rohres relativ zu den Elektroden zu groß, bildet sich keine positive Säule aus. Aus diesem Grund gibt es keine kugelförmigen Leuchtstoffröhren. Röhren mit geringerem Durchmesser erlauben höhere Gasdrücke und bei gleicher Betriebsspannung geringere Längen.
Eine deutliche Ausprägung der Leuchtschichten ist nur dann möglich, wenn es sehr definierte Anregungszustände im Gas gibt. Aus diesem Grund sollten für Beobachtung des Phänomens im Experiment keine Gasgemische verwendet werden, und das Gas sollte eine einfache elektrische Anregungsstruktur besitzen, wie es z. B. bei Edelgasen der Fall ist.